# ステルヴィオ (競走馬)
ステルヴィオ（欧字名:Stelvio、2015年1月15日 - ）は、日本の競走馬。主な勝ち鞍は2018年のマイルチャンピオンシップ、スプリングステークス。
ロードカナロアの初年度産駒の一頭。馬名の意味は、「イタリア北部にある国立公園の名。母、兄名からの連想」。

## 戦績

### デビュー前
2015年1月15日、北海道安平町のノーザンファームでロードカナロア産駒第1号として誕生。一口馬主法人「サンデーサラブレッドクラブ」より総額4,000万円（1口100万円×40口）で募集され、ノーザンファーム早来で育成された。当時から調教の動きは良く、関係者はマイル以上の距離でも活躍できる雰囲気を感じ取っていた。同牧場の伊藤隆行厩舎で育成された馬の中では一番の早さで美浦・木村哲也厩舎に入厩した。

### 2歳（2017年）
6月4日の新馬戦でデビューし、1番人気に応えて1分34秒8の好時計で快勝する。これがロードカナロア産駒のJRA初勝利となった。2戦目は札幌競馬場に場を移してコスモス賞(OP)に出走。道悪に戸惑い、ゴール前では2着ミスマンマミーアに詰め寄られたが、クビ差凌いでデビュー2連勝を収めた。鞍上のクリストフ・ルメールは、「距離は長くても対応できるし、良馬場ならもっといい脚を使えるはずだよ」とコメントした。
3連勝での重賞制覇を狙い、サウジアラビアロイヤルカップ(GIII)に駒を進める。レースでは後方からメンバー中最速の上がり3F33秒5で追い込むも、先に抜け出したダノンプレミアムには1馬身3/4及ばず2着となった。続く朝日杯フューチュリティステークス(GI)では主戦のルメールがタワーオブロンドンに騎乗のため、クリスチャン・デムーロとの初コンビで挑んだ。中団後方を追走して直線大外から追い込んだが、ダノンプレミアムには3馬身半という決定的な差を付けられての2着に終わった。鞍上のデムーロは「少し距離が短かったかな。これから距離を延ばしていけば、GIでもやれると思う」と振り返った。

### 3歳（2018年）

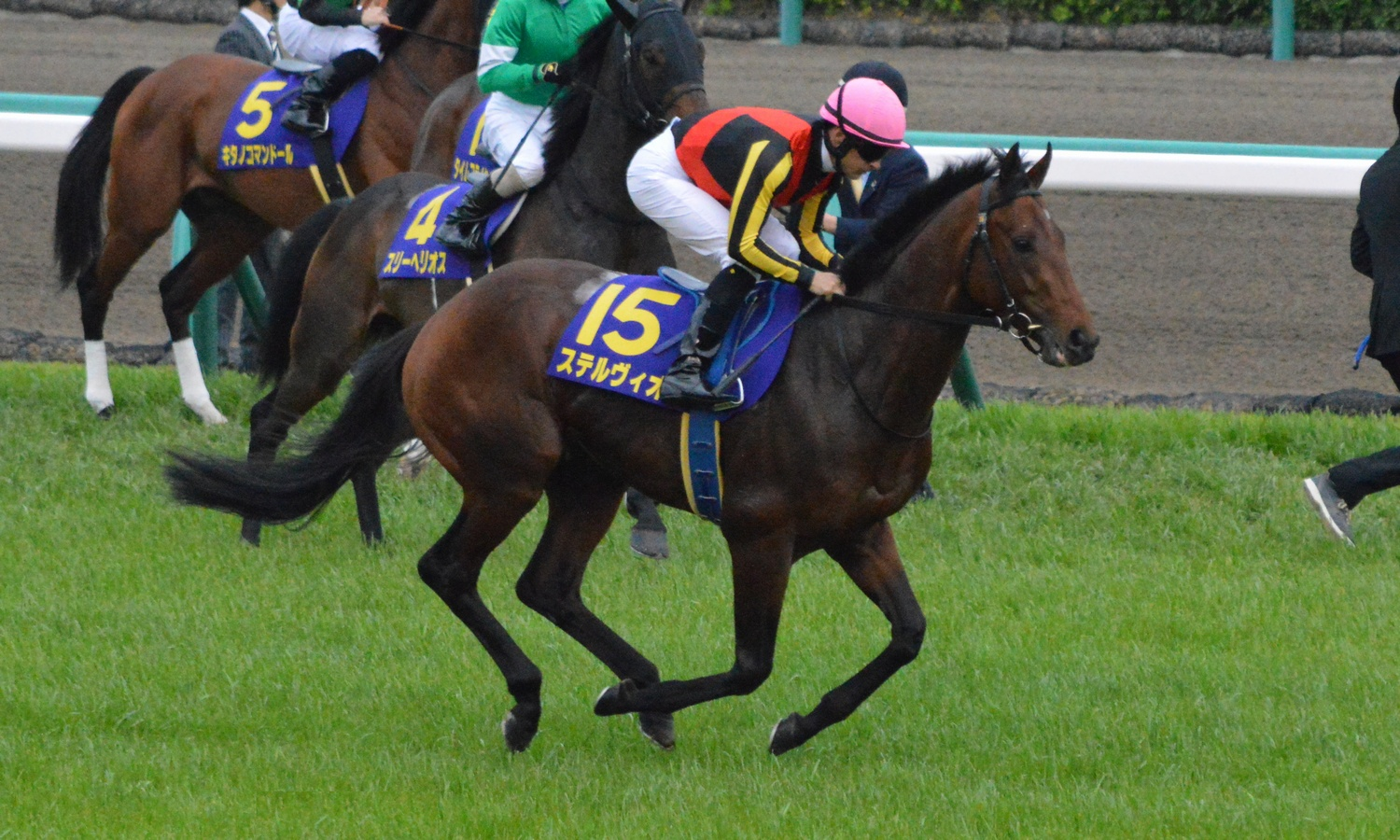
皐月賞の本馬場入場

3歳シーズンはスプリングステークス(GII)から始動し、1番人気に支持された。レースでは先行勢有利の流れの中、上がり3F34秒1の末脚を発揮し、2番手から抜け出して粘り込みを図るエポカドーロをゴール寸前でハナ差捉えて重賞初制覇を果たした。
皐月賞(GI)ではワグネリアンに次ぐ2番人気に推されたが、スタートから行き脚がつかず後方からの競馬を強いられる。ラスト3Fは最速タイの34秒8の脚で追い込むも、前との差を詰めきれずに4着に終わった。東京優駿(GI)でも皐月賞に続いて15番ゲートからの出走となり、6番人気と支持を落とした。これまでと同様後方で脚を溜めて直線に勝負をかけたが、前との差を十分詰められずに8着に敗れた。
秋は毎日王冠(GII)から始動。逃げ切ったアエロリットを筆頭に上位を先行馬が占める前残りの展開の中、一頭だけ後方から強烈な末脚で追い込んで2着に食い込んだ。その後は天皇賞（秋）には向かわず、マイルチャンピオンシップに照準を定めた。同レースでは主戦のルメールがモズアスコットに騎乗するため、ウィリアム・ビュイックに乗り替わった。1番枠から好スタートを切ると、これまでよりも前の位置で流れに乗り、直線で抜け出すと前年の覇者ペルシアンナイトの追撃をアタマ差退けてGI4度目の挑戦で初制覇を果たした。

### 4歳 (2019年)
マイルチャンピオンシップ以後は休養に充て、4歳シーズン初戦には中山記念が選ばれた。またこれまで主戦の地位に就いていたルメール騎手がディアドラに騎乗することもあり、新たに丸山元気騎手が本番の大阪杯とのセットでコンビを組むこととなった。丸山との初コンビで迎えた一戦ではルメール騎手騎乗のディアドラに次ぐ2番人気に支持され、直線鋭い末脚を披露したものの坂で他馬と脚色が同じになってしまいウインブライト、ラッキーライラックに続く3着に惜敗した。
次走は大阪杯を選択。GI馬が8頭も集まったため8番人気に評価を落とす。レースでは好位を追走したが直線で完全に脚色が衰え最下位14着に大敗した。鞍上の丸山は「いいポジションを取れましたが、ラストは“距離なのかな”という止まり方でした」と敗因に距離を挙げた。

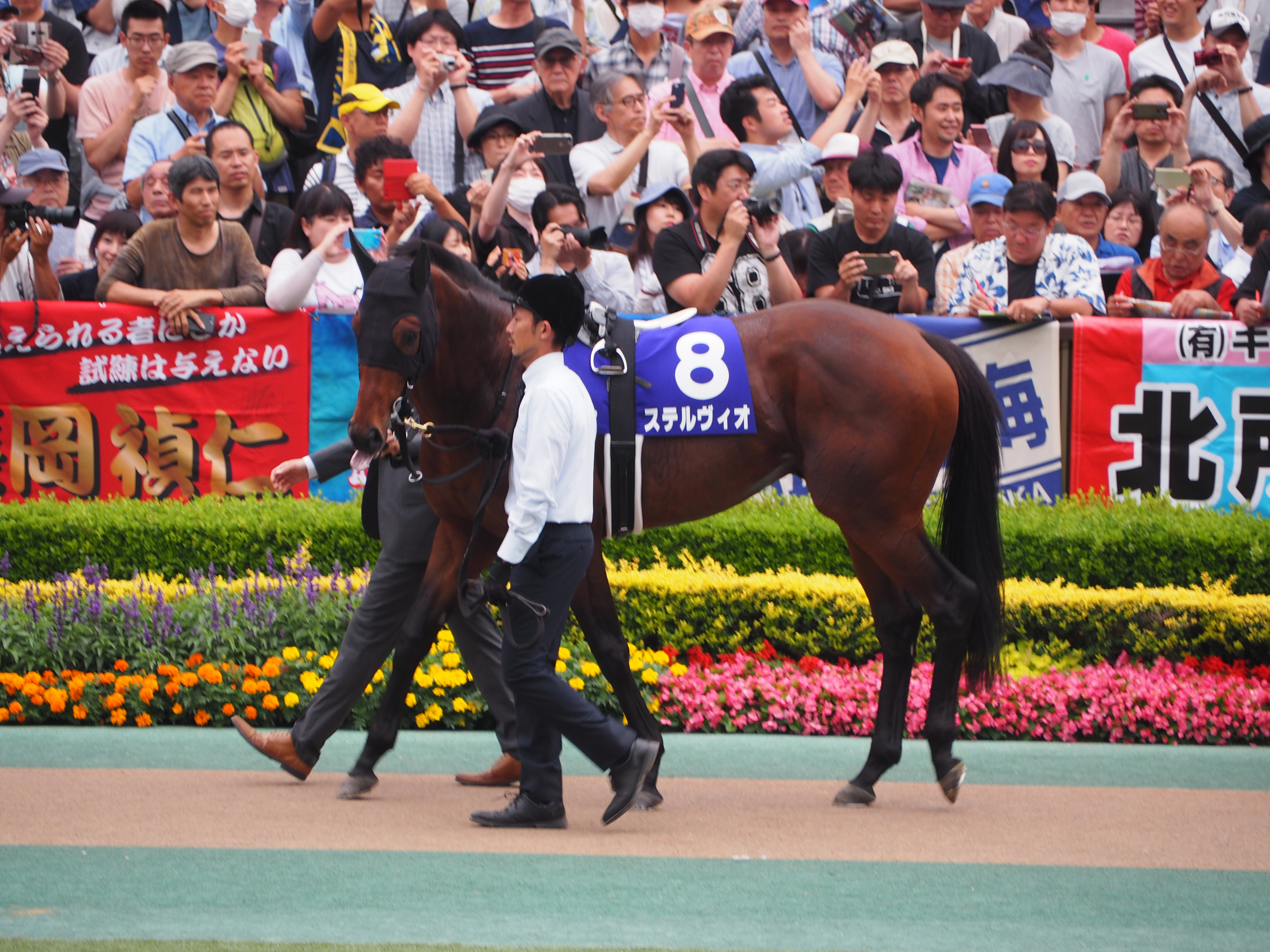
第69回安田記念パドック
（2019年6月2日、東京競馬場）

続いて出走した安田記念では鞍上にダミアン・レーンを迎えた。同世代のアーモンドアイとダノンプレミアムの2強対決が注目を集めた中、本馬は単勝オッズ5番人気に落ち着く。レースではスタートでやや出負けし後方から進めるかたちとなり、直線では外から脚を伸ばすも8着に敗れた。
秋初戦はスプリンターズステークスを予定していたが直前の追い切りで右目に外傷を負ったため回避、年内の予定は白紙となった。

### 5歳（2020年）
5歳初戦、安田記念以来9か月ぶりのの実戦となった阪急杯で1400ｍ戦に出走し5着、さらに距離短縮となった高松宮記念は中団から伸びきれず9着に敗れた。続く京王杯スプリングカップは好位からレースを進め、逃げ切ったダノンスマッシュに1馬身1/4差の2着と好走した。その後は夏にキーンランドカップに出走する予定だったが熱発で見送り、4か月半ぶりとなったスワンステークスは逃げ切ったカツジに1馬身差の2着に入り、2戦連続2着となる。3戦連続1400ｍに挑んだ阪神カップは後方から伸びず12着に敗れる。

### 6歳（2021年）
6歳初戦は根岸ステークスを選択しダート初挑戦となったが10着と惨敗、その後2月16日、社台ホースクリニックで喉鳴りの手術を受けた。
7月29日付で木村の調教停止処分に伴い、岩戸孝樹厩舎に転厩した。
手術明け、7か月ぶりのレースとなった京成杯オータムハンデキャップは7着、スワンステークスは後方から伸び5着に入った。
11月1日付で木村の調教停止処分終了に伴い、木村哲也厩舎に再転厩した。

### 7歳（2022年）
7歳初戦、京都金杯はトップハンデ58kgを背負い8着。その後左前脚に繋靭帯炎を発症し休養に入る。5月14日の京王杯スプリングカップでの復帰を目指していたが、繋靭帯炎が再発し関係者による協議の結果引退が決定。5月11日付で競走馬登録抹消となった。引退後は当初乗馬として繋養される予定であった。しかし、6月4日に2023年より北海道新ひだか町のアロースタッドで種牡馬として繋養することをアロースタッドの公式ツイッターで発表した。

## 競走成績
以下の内容はnetkeiba.comの情報に基づく。
| 競走日     | 競馬場 | 競走名           | 格   | 距離（馬場）  | 頭 数 | 枠 番 | 馬 番 | オッズ （人気） | 着順 | タイム （上がり3F） | 着差 | 騎手          | 斤量 [kg] | 1着馬（2着馬）         | 馬体重 [kg] |
| ---------- | ------ | ---------------- | ---- | ------------- | ----- | ----- | ----- | --------------- | ---- | ------------------- | ---- | ------------- | --------- | ---------------------- | ----------- |
| 2017.06.04 | 東京   | 2歳新馬          |      | 芝1600m（良） | 16    | 3     | 6     | 003.70（2人）   | 01着 | R1:34.8（34.2）     | -0.3 | 0C.ルメール   | 54        | （サトノオンリーワン） | 462         |
| 0000.08.12 | 札幌   | コスモス賞       | OP   | 芝1800m（重） | 11    | 6     | 6     | 001.30（1人）   | 01着 | R1:51.3（35.8）     | -0.0 | 0C.ルメール   | 54        | （ミスマンマミーア）   | 458         |
| 0000.10.07 | 東京   | サウジアラビアRC | GIII | 芝1600m（良） | 18    | 8     | 16    | 002.60（1人）   | 02着 | R1:33.3（33.5）     | -0.3 | 0C.ルメール   | 55        | ダノンプレミアム       | 456         |
| 0000.12.17 | 阪神   | 朝日杯FS         | GI   | 芝1600m（良） | 16    | 5     | 10    | 005.30（3人）   | 02着 | R1:33.9（33.8）     | -0.6 | 0C.デムーロ   | 55        | ダノンプレミアム       | 460         |
| 2018.03.18 | 中山   | スプリングS      | GII  | 芝1800m（良） | 13    | 6     | 8     | 002.30（1人）   | 01着 | R1:48.1（34.1）     | -0.0 | 0C.ルメール   | 56        | （エポカドーロ）       | 466         |
| 0000.04.15 | 中山   | 皐月賞           | GI   | 芝2000m（稍） | 16    | 8     | 15    | 003.70（2人）   | 04着 | R2:01.4（34.8）     | -0.6 | 0C.ルメール   | 57        | エポカドーロ           | 460         |
| 0000.05.27 | 東京   | 東京優駿         | GI   | 芝2400m（良） | 18    | 7     | 15    | 016.50（6人）   | 08着 | R2:24.0（33.9）     | -0.4 | 0C.ルメール   | 57        | ワグネリアン           | 462         |
| 0000.10.07 | 東京   | 毎日王冠         | GII  | 芝1800m（良） | 13    | 4     | 5     | 005.30（3人）   | 02着 | R1:44.7（33.2）     | -0.2 | 0C.ルメール   | 55        | アエロリット           | 468         |
| 0000.11.18 | 京都   | マイルCS         | GI   | 芝1600m（良） | 18    | 1     | 1     | 008.70（5人）   | 01着 | R1:33.3（34.1）     | -0.0 | 0W.ビュイック | 56        | （ペルシアンナイト）   | 478         |
| 2019.02.24 | 中山   | 中山記念         | GII  | 芝1800m（良） | 11    | 6     | 7     | 004.60（2人）   | 03着 | R1:45.5（33.5）     | -0.0 | 0丸山元気     | 57        | ウインブライト         | 490         |
| 0000.03.31 | 阪神   | 大阪杯           | GI   | 芝2000m（良） | 14    | 7     | 12    | 012.20（6人）   | 14着 | R2:02.5（36.7）     | -1.5 | 0丸山元気     | 57        | アルアイン             | 478         |
| 0000.06.02 | 東京   | 安田記念         | GI   | 芝1600m（良） | 16    | 4     | 8     | 021.40（5人）   | 08着 | R1:31.3（32.6）     | -0.4 | 0D.レーン     | 58        | インディチャンプ       | 486         |
| 2020.03.01 | 阪神   | 阪急杯           | GIII | 芝1400m（良） | 18    | 4     | 7     | 006.80（4人）   | 05着 | R1:20.5（34.2）     | -0.2 | 0丸山元気     | 57        | ベストアクター         | 492         |
| 0000.03.29 | 中京   | 高松宮記念       | GI   | 芝1200m（重） | 18    | 1     | 1     | 024.80（7人）   | 09着 | R1:09.3（34.1）     | -0.6 | 0丸山元気     | 57        | モズスーパーフレア     | 488         |
| 0000.05.16 | 東京   | 京王杯SC         | GII  | 芝1400m（稍） | 13    | 8     | 12    | 006.70（4人）   | 02着 | R1:20.0（33.0）     | -0.2 | 0川田将雅     | 57        | ダノンスマッシュ       | 490         |
| 0000.10.31 | 京都   | スワンS          | GII  | 芝1400m（良） | 16    | 8     | 16    | 005.00（3人）   | 02着 | R1:21.4（34.3）     | -0.2 | 0池添謙一     | 57        | カツジ                 | 494         |
| 0000.12.26 | 阪神   | 阪神C            | GII  | 芝1400m（良） | 16    | 4     | 7     | 005.90（2人）   | 12着 | R1:20.8（34.6）     | -1.1 | 0池添謙一     | 57        | ダノンファンタジー     | 494         |
| 2021.01.31 | 東京   | 根岸S            | GIII | ダ1400m（稍） | 16    | 8     | 16    | 009.50（3人）   | 10着 | R1:23.1（35.7）     | -0.8 | 0横山武史     | 58        | レッドルゼル           | 500         |
| 0000.09.12 | 中山   | 京成杯AH         | GIII | 芝1600m（良） | 16    | 3     | 5     | 020.00（8人）   | 07着 | R1:32.4（34.9）     | -0.4 | 0横山武史     | 58        | カテドラル             | 500         |
| 0000.10.30 | 阪神   | スワンS          | GII  | 芝1400m（良） | 18    | 7     | 14    | 012.60（6人）   | 05着 | R1:21.0（34.7）     | -0.3 | 0和田竜二     | 57        | ダノンファンタジー     | 488         |
| 2022.01.05 | 中京   | 京都金杯         | GIII | 芝1600m（良） | 16    | 8     | 15    | 018.80（9人）   | 08着 | R1:33.4（34.5）     | -0.5 | 0和田竜二     | 58        | ザダル                 | 494         |

## 血統表
| ステルヴィオの血統          | ステルヴィオの血統                    | ステルヴィオの血統  | （血統表の出典）    | （血統表の出典）  |
| 父系                        | キングマンボ系                        | キングマンボ系      | キングマンボ系      | [ § 2 ]           |
| 父 ロードカナロア 2008 鹿毛 | 父の父キングカメハメハ 2001 鹿毛      | Kingmambo           | Mr. Prospector      | Mr. Prospector    |
| 父 ロードカナロア 2008 鹿毛 | 父の父キングカメハメハ 2001 鹿毛      | Kingmambo           | Miesque             |                   |
| 父 ロードカナロア 2008 鹿毛 | 父の父キングカメハメハ 2001 鹿毛      | *マンファス         | *ラストタイクーン   | *ラストタイクーン |
| 父 ロードカナロア 2008 鹿毛 | 父の父キングカメハメハ 2001 鹿毛      | *マンファス         | Pilot Bird          |                   |
| 父 ロードカナロア 2008 鹿毛 | 父の母レディブラッサム 1996 鹿毛      | Storm Cat           | Storm Bird          | Storm Bird        |
| 父 ロードカナロア 2008 鹿毛 | 父の母レディブラッサム 1996 鹿毛      | Storm Cat           | Terlingua           |                   |
| 父 ロードカナロア 2008 鹿毛 | 父の母レディブラッサム 1996 鹿毛      | *サラトガデュー     | Cormorant           | Cormorant         |
| 父 ロードカナロア 2008 鹿毛 | 父の母レディブラッサム 1996 鹿毛      | *サラトガデュー     | Super Luna          |                   |
| 母 ラルケット 2005 青鹿毛   | 母の父*ファルブラヴ Falbrav 1998 鹿毛 | Fairy King          | Northern Dancer     | Northern Dancer   |
| 母 ラルケット 2005 青鹿毛   | 母の父*ファルブラヴ Falbrav 1998 鹿毛 | Fairy King          | Fairy Bridge        |                   |
| 母 ラルケット 2005 青鹿毛   | 母の父*ファルブラヴ Falbrav 1998 鹿毛 | Gift of the Night   | Slewpy              | Slewpy            |
| 母 ラルケット 2005 青鹿毛   | 母の父*ファルブラヴ Falbrav 1998 鹿毛 | Gift of the Night   | Little Nana         |                   |
| 母 ラルケット 2005 青鹿毛   | 母の母アズサユミ 1995 黒鹿毛          | *サンデーサイレンス | Halo                | Halo              |
| 母 ラルケット 2005 青鹿毛   | 母の母アズサユミ 1995 黒鹿毛          | *サンデーサイレンス | Wishing Well        |                   |
| 母 ラルケット 2005 青鹿毛   | 母の母アズサユミ 1995 黒鹿毛          | ファーストクラス    | トウショウボーイ    | トウショウボーイ  |
| 母 ラルケット 2005 青鹿毛   | 母の母アズサユミ 1995 黒鹿毛          | ファーストクラス    | スイートコンコルド  |                   |
| 母系(F-No.)                 | (FN:11-c)                             | (FN:11-c)           | (FN:11-c)           | [ § 3 ]           |
| 5代内の近親交配             | Northern Dancer 5×4                   | Northern Dancer 5×4 | Northern Dancer 5×4 | [ § 4 ]           |
| 出典                        | 1. 2. 3. 4.                           | 1. 2. 3. 4.         | 1. 2. 3. 4.         | 1. 2. 3. 4.       |

- 母ラルケットは現役時代に中央で4勝。2008年のクイーンカップ(GIII)で3着に入っている[25]。
- 4代母スイートコンコルドは三冠馬シンボリルドルフの全姉[26]。
- 母の半兄に阪神ジャンプステークス勝ち馬のクランエンブレムと半弟に新潟ジャンプステークス勝ち馬のクリーバレンがいる[25]。